# Associazione Calcio Savona 1938-1939
Questa voce raccoglie le informazioni riguardanti l'Associazione Calcio Savona nelle competizioni ufficiali della stagione 1938-1939.

## Rosa
| N. |                   | Ruolo | Calciatore               |
| -- | ----------------- | ----- | ------------------------ |
|    | Italia (bandiera) | A     | Ettore Allegri           |
|    | Italia (bandiera) | C     | Armando Argenti          |
|    | Italia (bandiera) |       | Leopoldo Bertola         |
|    | Italia (bandiera) | D     | Alberto Bianchi          |
|    | Italia (bandiera) | C     | Giorgio Borgo            |
|    | Italia (bandiera) |       | Pietro Busato            |
|    | Italia (bandiera) | A     | Giuseppe Calcagno        |
|    | Italia (bandiera) | D     | Angelo Canepa            |
|    | Italia (bandiera) | A     | Michele Caviglia         |
|    | Italia (bandiera) | A     | Giuseppe Caviglione      |
|    | Italia (bandiera) | A     | Virgilio Felice Levratto |

| N. |                   | Ruolo | Calciatore        |
| -- | ----------------- | ----- | ----------------- |
|    | Italia (bandiera) | C     | Giovanni Levratto |
|    | Italia (bandiera) | D     | Davide Massazza   |
|    | Italia (bandiera) | D     | Lino Morchio      |
|    | Italia (bandiera) | C     | Mario Nervi       |
|    | Italia (bandiera) | P     | Emanuele Origione |
|    | Italia (bandiera) | C     | Orlando Ricci     |
|    | Italia (bandiera) | C     | Ernesto Sandroni  |
|    | Italia (bandiera) | A     | Dario Savio       |
|    | Italia (bandiera) | D     | Angelo Testa      |
|    | Italia (bandiera) | C     | Giovanni Vanara   |
|    | Italia (bandiera) |       | Angelo Vernè      |